# Bob Hearts Abishola
Bob kocha Abisholę (ang. Bob Hearts Abishola) – amerykański serial telewizyjny (sitcom) wyprodukowany przez Chuck Lorre Productions oraz Warner Bros. Television, którego twórcami są  Chuck Lorre, Eddie Gorodetsky, Al Higgins i Gina Yashere. Serial jest emitowany od 23 września 2019 roku przez CBS.
Fabuła opowiada o Robercie "Bobie" Wheelerze, biznesmenie,  który po zawale serca zakochuje się w Abisholi, swojej pielęgniarce.
Mężczyzna stara się wszystko zrobić, aby kobieta się z nim umówiła.

## Obsada

### Główna
- Billy Gardell jako Robert "Bob" Wheeler
- Folake Olowofoyeku jako Abishola[2]
- Christine Ebersole jako Dottie Wheeler[2]
- Matt Jones jako Douglas Wheeler[2]
- Maribeth Monroe jako Christina Wheeler[2]
- Shola Adewusi jako Olu[2]
- Barry Shabaka Henley jako Tunde[2]
- Travis Wolfe Jr. jako Dele
- Vernee Watson jako Gloria
- Gina Yashere jako Kemi,

## Odcinki
| Sezon | Odcinki | Oryginalna emisja w CBS | Oryginalna emisja w CBS | Oryginalna emisja w | Oryginalna emisja w | Oryginalna emisja w |
| Sezon | Odcinki | Premiera sezonu         | Finał sezonu            | Premiera sezonu     | Finał sezonu        |                     |
| ----- | ------- | ----------------------- | ----------------------- | ------------------- | ------------------- | ------------------- |
| 1     | 20      | 23 września 2019        | 13 kwietnia 2020        | —                   | —                   |                     |

### Sezon 1 (2019-2020)
| #  | Tytuł                                   | Reżyseria            | Scenariusz                                                                         | Premiera w CBS       |
| -- | --------------------------------------- | -------------------- | ---------------------------------------------------------------------------------- | -------------------- |
| 1  | Pilot                                   | Beth McCarthy-Miller | Chuck Lorre, Eddie Gorodetsky, Al Higgins, Gina Yashere                            | 23 września 2019     |
| 2  | Nigerians Don't Do Useless Things       | Beth McCarthy-Miller | Chuck Lorre, Al Higgins, Gina Yashere                                              | 30 września 2019     |
| 3  | A Bird May Love a Fish                  | Beth McCarthy-Miller | Chuck Lorre, Al Higgins, Gina Yashere                                              | 7 października 2019  |
| 4  | Square Hamburger, Round Buns            | Beth McCarthy-Miller | Chuck Lorre, Al Higgins, Gina Yashere, Carla Filisha, Gloria Bigelow, Marla DuMott | 14 października 2019 |
| 5  | Whacking the Mole                       | Beth McCarthy-Miller | Al Higgins, Gina Yashere, Chuck Lorre, Matt Ross                                   | 21 października 2019 |
| 6  | Ralph Lauren and Fish                   | Beth McCarthy-Miller | Chuck Lorre, Al Higgins, David Goetsch,Gina Yashere                                | 28 października 2019 |
| 7  | Tough Like a Laundromat Washing Machine | Beth McCarthy-Miller | Chuck Lorre, Al Higgins, Gina Yashere, Matt Ross                                   | 4 listopada 2019     |
| 8  | Useless Potheads                        | Beth McCarthy-Miller | Chuck Lorre, Al Higgins, Matt Ross, Gina Yashere, Ibet Inyang                      | 18 listopada 2019    |
| 9  | We Were Beggars, Now We Are Choosers    | Beth McCarthy-Miller | Chuck Lorre, Al Higgins, Gina Yashere, Matt Ross, Carla Filisha, David Goetsch     | 25 listopada 2019    |
| 10 | Ice Cream for Breakfast                 | Beth McCarthy-Miller | Chuck Lorre, Al Higgins, Dave Goetsch, Matt Ross, Gina Yashere                     | 9 grudnia 2019       |
| 11 | Splitting the Hairs                     | Beth McCarthy-Miller | Chuck Lorre, Al Higgins, Gloria Bigelow, Carla Filisha, Ibet Inyang, Marla DuMont  | 16 grudnia 2019      |
| 12 | There's My Nigerians                    | Beth McCarthy-Miller | Chuck Lorre, Al Higgins, Gina Yashere, Dave Goetsch, Carla Filisha, Matt Ross      | 6 stycznia 2020      |
| 13 | The Canadians of Africa                 | Beth McCarthy-Miller | Chuck Lorre, Al Higgins, Gina Yashere, Dave Goetsch, Carla Filisha, Matt Ross      | 20 stycznia 2020     |
| 14 | Full-Frontal Dottie                     | Beth McCarthy-Miller | Chuck Lorre, Al Higgins, Gina Yashere, Dave Goetsch, Matt Ross                     | 3 lutego 2020        |
| 15 | Black Ice                               | Beth McCarthy-Miller | Chuck Lorre, Al Higgins, Gina Yashere, Ibet Inyang                                 | 10 lutego 2020       |
| 16 | Where's Your Other Wives, Tunde?        | Beth McCarthy-Miller | Chuck Lorre, Al Higgins                                                            | 17 lutego 2020       |
| 17 | A Big, White Thumb                      | Beth McCarthy-Miller | Chuck Lorre, Gina Yashere, Carla Filisha, Matt Ross                                | 9 marca 2020         |
| 18 | Sock Wife!                              | Beth McCarthy-Miller | Chuck Lorre, Al Higgins, Gloria Bigelow, Matt Ross, Dave Goetsch, Gina Yashere     | 16 marca 2020        |
| 19 | Angry, Happy, Same Face                 | Beth McCarthy-Miller | Chuck Lorre, Gina Yashere, Ibet Inyang, Matt Ross, Carla Filisha, Marla DuMont     | 6 kwietnia 2020      |
| 20 | Randy's a Wrangler                      | Beth McCarthy-Miller | Chuck Lorre, Al Higgins, Gina Yashere, Matt Ross, Dave Goetsch, Carla Filisha      | 13 kwietnia 2020     |

## Produkcja
W grudniu 2018 roku ogłoszono, że Folake Olowofoyeku, Christine Ebersole, Maribeth Monroe, Shola Adewusi, Barry Shabaka Henley oraz Matt Jones dołączyli do obsady komedii.
10 maja 2019 roku stacja CBS zamówiła serial na sezon telewizyjny 2019/2020.
Na początku maja 2020 roku, stacja CBS potwierdziła produkcję drugiego sezonu. W połowie lutego 2021 roku stacja CBS zamówiła trzeci sezon.